# Закон екологічної кореляції
Закон екологічної кореляції — в  екосистемі, як і в будь-якому іншому цілісному природно-системному утворенні, особливо в біотичному  угрупованні, всі види живого, що входять до нього, і абіотичні екологічні компоненти функціонально відповідають один одному. Випадання однієї частини системи (наприклад, знищення  виду) неминуче веде до виключення всіх тісно пов'язаних з цією частиною системи інших її частин і функціональної зміни цілого в рамках  закону внутрішньої динамічної рівноваги. Закон екологічної кореляції особливо важливий для збереження видів живого, які ніколи не зникають ізольовано, але завжди взаємозалежною групою. Дія закону призводить до стрибкоподібності у зміні екологічної стійкості: при досягненні порогу зміни функціональної цілісності відбувається зрив (часто несподіваний) — екосистема втрачає властивість  надійності. Наприклад, багаторазове збільшення концентрації речовини-забруднювача може спочатку не призводити до катастрофічних наслідків, але згодом будь-яка незначна її добавка може призвести до катастрофи.